# 피아 키에르스고르

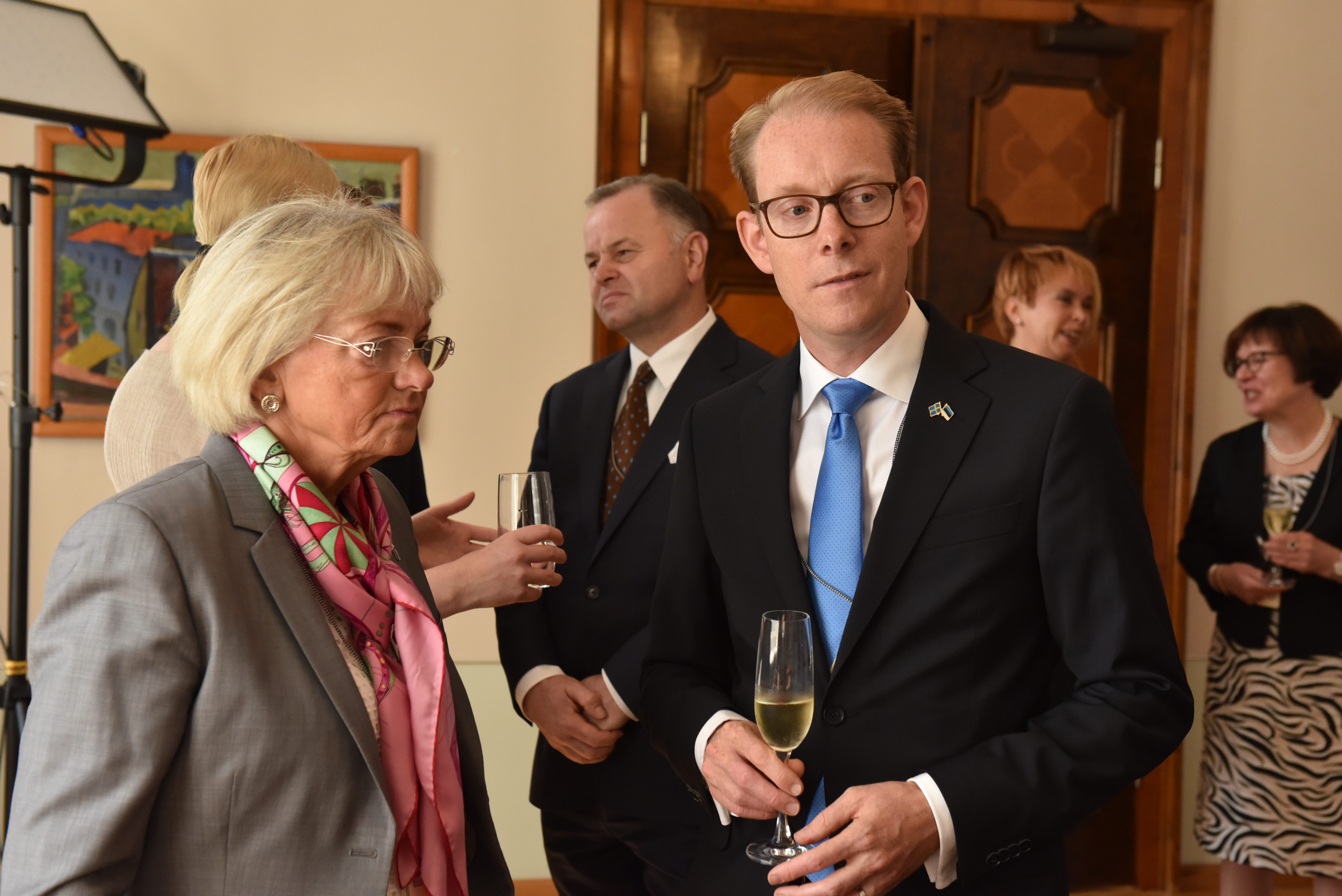
피아 키에르스고르

피아 메레테 키에르스고르(덴마크어: Pia Merete Kjærsgaard, 1947년 2월 23일 코펜하겐 ~ )은 덴마크의 정치인으로 국민보수주의, 우익 포퓰리즘 정당인 덴마크 인민당(덴마크어: Dansk Folkeparti)의 창립 멤버에 속한다. 2015년부터 덴마크 의회 의장을 역임하고 있다.